# Franne Lee
Franne Lee, nata Franne Elaine Newman (Bronx, 30 dicembre 1941 – Atlantis, 27 agosto 2023) è stata una costumista e pittrice statunitense.

## Biografia
Nel corso della sua carriera creò i costumi di una decina di opere di prosa e musical a Broadway, vincendo il Tony Award ai migliori costumi nel 1974 per Candide e nel 1979 per Sweeney Todd: The Demon Barber of Fleet Street; Candide le valse anche il Tony Award alla miglior scenografia. Lavorò saltuariamente anche per il piccolo e il grande schermo e per la sua attività da scenografa e costumista per Saturday Night Live ottenne due candidature ai premi Emmy nel 1977 e nel 1978.
È morta nel 2023 all'età di 81 anni.

## Filmografia parziale

### Costumista
- Great Performances – serie TV, 1 episodio (1975)
- Saturday Night Live – serie TV, 87 episodi (1975-1979)
- Promesse, promesse (Baby It's You), regia di John Sayles (1983)

### Scenografa
- Saturday Night Live – serie TV, 107 episodi (1975-1980)